# Чемпионат мира по конькобежному спорту на отдельных дистанциях 2008
Чемпионат мира по конькобежному спорту на отдельных дистанциях прошёл с 6 по 9 марта 2008 года на крытом конькобежном катке М-Вейв в Нагано.

## Медалисты

### Мужчины
| Дистанция       | Золото                                                         | Золото             | Серебро                                              | Серебро            | Бронза                                                     | Бронза             |
| --------------- | -------------------------------------------------------------- | ------------------ | ---------------------------------------------------- | ------------------ | ---------------------------------------------------------- | ------------------ |
| 2 × 500 м       | Джереми Уотерспун · Канада                                     | 69.460 34.78 34.68 | Ли Ган Сок · Республика Корея                        | 70.010 35.11 34.90 | Дзёдзи Като · Япония                                       | 70.320 35.25 35.07 |
| 1000 м          | Шани Дэвис · США                                               | 1:08.99            | Евгений Лаленков · Россия                            | 1:09.39            | Дэнни Моррисон · Канада                                    | 1:09.43            |
| 1500 м          | Дэнни Моррисон · Канада                                        | 1:45.22            | Свен Крамер · Нидерланды · Шани Дэвис · США          | 1:45.32            | —                                                          |                    |
| 5000 м          | Свен Крамер · Нидерланды                                       | 6:17.24            | Энрико Фабрис · Италия                               | 6:20.22            | Ваутер Олде Хёвел · Нидерланды                             | 6:24.05            |
| 10 000 м        | Свен Крамер · Нидерланды                                       | 12:57.71           | Энрико Фабрис · Италия                               | 13:18.81           | Боб де Йонг · Нидерланды                                   | 13:25.01           |
| Командная гонка | Нидерланды · Свен Крамер · Ваутер Олде Хёвел · Эрбен Веннемарс | 3:41.69            | Италия · Энрико Фабрис · Маттео Анези · Лука Стефани | 3:46.76            | Германия · Йорг Даллманн · Штефан Хейтхаузен · Марко Вебер | 3:47.71            |

### Женщины
| Дистанция       | Золото                                                         | Золото             | Серебро                                                      | Серебро            | Бронза                                                         | Бронза             |
| --------------- | -------------------------------------------------------------- | ------------------ | ------------------------------------------------------------ | ------------------ | -------------------------------------------------------------- | ------------------ |
| 2 × 500 м       | Дженни Вольф · Германия                                        | 75.630 37,89 37,74 | Ван Бэйсин · Китай                                           | 76,260 38,18 38,10 | Аннетте Герритсен · Нидерланды                                 | 77,200 38,72 38,48 |
| 1000 м          | Анни Фризингер · Германия                                      | 1:15.37            | Кристина Гровс · Канада                                      | 1:16.01            | Аннетте Герритсен · Нидерланды                                 | 1:16.35            |
| 1500 м          | Анни Фризингер · Германия                                      | 1:56.06            | Паулин ван Дётеком · Нидерланды                              | 1:57.36            | Кристина Гровс · Канада                                        | 1:57.63            |
| 3000 м          | Кристина Гровс · Канада                                        | 4.05,03            | Паулин ван Дётеком · Нидерланды                              | 4.05,49            | Даниела Аншюц-Томс · Германия                                  | 4.05,76            |
| 5000 м          | Мартина Сабликова · Чехия                                      | 6:58.22            | Клара Хьюз · Канада                                          | 7:04.79            | Кристина Гровс · Канада                                        | 7:04.94            |
| Командная гонка | Нидерланды · Паулин ван Дётеком · Ренате Груневолд · Ирен Вюст | 3.02,19            | Канада · Кристина Гровс · Кристин Несбитт · Бриттани Шусслер | 3.02,87            | Германия · Даниела Аншюц-Томс · Клаудия Пехштайн · Люсиль Опиц | 3.07,57            |

## Командный зачёт
| Место | Страна           | Золото | Серебро | Бронза | Всего |
| ----- | ---------------- | ------ | ------- | ------ | ----- |
| 1     | Нидерланды       | 4      | 3       | 4      | 11    |
| 2     | Канада           | 3      | 3       | 3      | 9     |
| 3     | Германия         | 3      | 0       | 3      | 6     |
| 4     | США              | 1      | 1       | 0      | 2     |
| 5     | Чехия            | 1      | 0       | 0      | 1     |
| 6     | Италия           | 0      | 3       | 0      | 3     |
| 7     | Республика Корея | 0      | 1       | 0      | 1     |
| 7     | Россия           | 0      | 1       | 0      | 1     |
| 7     | Китай            | 0      | 1       | 0      | 1     |
| 10    | Япония           | 0      | 0       | 1      | 1     |
|       | Всего            | 12     | 13      | 11     | 36    |